# Ітерація функції

Ітерація поворотів і нахилів та їх комбінацій

Ітерація функції — в математиці, це функція отримана композицією іншої функції самої з собою. Процес композиції може повторюватись багатократно, що називається ітерацією.
приклад для малюнку справа::
{\displaystyle L=F(K),\ M=F\circ F(K)=F^{2}(K).}
Ітерація функції вивчається в інформатиці, фракталах, динамічних системах в математиці та Ренормгрупах в фізиці.

## Визначення
Для множини X та функції f:  X → X,
визначимсо  f n як n-ту ітерацію f, де n невід'ємне ціле число, як:
{\displaystyle f^{0}~{\stackrel {\mathrm {def} }{=}}~\operatorname {id} _{X}}
та
{\displaystyle f^{n+1}~{\stackrel {\mathrm {def} }{=}}~f\circ f^{n},}
де idX — тотожне відображення на X, а {\displaystyle (f\circ g)(x)=f(g(x))} — композиція функцій.

## Абелева властивість
{\displaystyle f^{m}\circ f^{n}=f^{n}\circ f^{m}=f^{m+n}~.}